# 佐藤三郎 (歴史学者)
佐藤 三郎（さとう さぶろう、1912年1月14日 - 2006年1月30日）は、日本の歴史学者。山形大学名誉教授。国士舘大学教授。山形県出身。

## 略歴
1912年（明治45年）1月14日、山形県川西町小松に生れる。旧米沢興譲館中学、1931年（昭和6年）福岡高等学校文科乙類卒業、を経て、1934年（昭和9年）、東京帝国大学文学部国史学科卒業、同大学院に進学。日本史学の重鎮であった黒板勝美博士の下で研鑽。1936年4月人文科学資料研究科助手、1938年(昭和13年）から1942年まで、北京近代科学図書館勤務。これをきっかけとして、近代日中関係史に関心を持つ。
1942年山形高等学校教授、1949年山形大学文理学部助教授、1952年山形大学補導課長、1967年山形大学人文学部教授・山形大学評議員、1969年山形大学人文学部長、1973年山形大学学生部長、1977年退官に際して名誉教授。1980年から国士舘大学教授、また1983年から文部省教科書検定調査審議会委員をつとめる。1985年には勲三等旭日中綬章受章。
ドイツ哲学などを専攻し、国民精神文化研究所所員・皇學館大学学長などつとめた通次は実兄。
妻美代子は、市井の哲人と呼ばれ親鸞や道元の研究で知られる木村卯之助の次女。長男の興一は、東京理科大学理学専攻科（昭和47年）慶應義塾大学大学院社会教育心理学研究科修士課程を修了後（1974年）学校法人廣池学園麗澤瑞浪高等学校に勤務・日本教育心理学会・日本宗教心理学研究会正会員・東京大学仏教研究会員。山形新聞社論説委員・本間美術館副館長などをつとめ、『庄内藩酒井家』の著者である佐藤三郎は、同じ山形県出身者であるが別人。

## 経歴
- 1924年（大正13年）4月 山形県立米沢中学校入学
- 1928年（昭和3年）3月 同第4学年終了
- 1928年（昭和3年）4月 福岡高等学校文科乙類入学、1931年（昭和6年）3月 同校卒業
- 1931年（昭和6年）4月 東京帝国大学文学部国史学科入学、1934年（昭和9年）3月 同大卒業
- 1934年（昭和9年）4月 東京帝国大学大学院入学
- 1936年（昭和11年）3月 同大学院退学

## 職歴
- 1936年（昭和11年）4月1日～1938年（昭和13年）12月15日 日本学術振興会人文科学資料研究会助手
- 1938年（昭和13年）12月25日～1942年（昭和17年）7月31日 北京近代科学図書館司書
- 1942年（昭和17年）9月21日～1949年（昭和24年）5月31日 山形高等学校教授
- 1949年（昭和24年）6月1日～1967年（昭和42年）5月31日 山形大学文理学部助教授
- 1952年（昭和27年）4月1日～1953年（昭和28年）3月31日 山形大学補導課長(併任）
- 1967年（昭和42年）6月1日～1977年（昭和52年）3月31日 山形大学文理学部教授
- 1967年（昭和42年）6月1日～1972年（昭和47年）3月31日 山形大学評議員(併任）
- 1969年（昭和44年）7月1日～1972年（昭和47年）3月31日 山形大学人文学部長（併任)
- 1973年（昭和48年）4月1日～1974年（昭和49年）3月31日 山形大学学生部長
- 昭和年間　当事の山形県知事だった安孫子藤吉の懇請により山形県庁資料編纂室で山形県史の編纂に従事
- 平成年間　国士舘大学教授
- 国士舘大学大学院特任教授

## 主要業績

### 主要書籍
- 『近代日中交渉史の研究』吉川弘文館、1984年
- 『中国人の見た明治日本 東遊日記の研究』東方書店、2003年
- 『清国人日本留学日記』さねとうけいしゅう 佐藤三郎訳 東方書店、1986年

### 著作
- 「日本中世政治外交史』」(「新日本史叢書」第9巻所収)内外書籍株式会社刊 昭和11年6月
- 「建武元年の徳政について」(「歴史学研究」第8巻1号所収)昭和13年1月
- 「中世武士社会に於ける族的団結 — 紀伊国隅田荘隅田一族の考察」 (「社会経済史学」第8巻3号所収) 昭和13 年6月
- 「明治維新以後日清戦争以前の於ける支那人の日本研究」(「歴史学研究」第10巻11号所収)昭和15年11月
- 「近代支那と日本文化」（和田清編「近代支那文化」所収）光風館 昭和18年3月
- 「日清戦争の中国に及ぼした影響について」（「山形大学紀要・人文科学」第1号所収）昭和25年3月
- 「明治初年に於ける一中国人の日本偵察記」（「日本歴史」第35号所収） 昭和26年4月
- 「興亜会に関する一考察」（「山形大学紀要・人文科学」第4号所収）昭和26年8月
- 「中国に対する日本の態度の基調について」（「歴史の研究」第1号所収）昭和27年10月
- 「明治前期に於ける中国の日本地理研究」（「歴史地理」第84号第1巻所収）昭和28年6月
- 「琉球藩処分問題の考察」（「山形大学紀要・人文科学」第3巻第1号所収）昭和29年3月 新星恵二編「沖縄文化論叢」第1巻歴史編（昭和47年5月 平凡社）所収）
- 「最初の留日中国人学生のこと」（「新中国」1956新春号所収）昭和31年1月
- 「江戸時代に於ける日本人の海外漂流ー中国漂着の場合を中心としてー」（「山形大学紀要・人文科学」第3巻第4号所収）昭和32年3月
- 「教育面から見た近代の日本と中国との関係」（「歴史の研究」第6号所収）昭和33年12月
- 「近代日本に於ける阿片の問題」（「日本歴史」第139,140号所収） 昭和34年3,4月
- 「日本紀遊の著者について」（「日本歴史」第143号所収） 昭和35年5月
- 「米沢藩の義社についてー士族結社が無力化していった過程の一考察ー」(「歴史学研究」第9巻2号所収)昭和36年2月
- 「明治三十三年の厦門事件に関する考察ー近代日中交渉史上の一齣としてー」」（「山形大学紀要・人文科学」第5巻第2号所収）昭和38年1月
- 「中国における日本仏教の布教権をめぐってー近代日中交渉史上の一齣としてー」（「山形大学紀要・人文科学」第5巻第4号所収）昭和39年1月
- 「中国人と吾妻鏡」（「日本歴史」第188号所収） 昭和39年1月
- 「日清戦争以前における日中両国の相互国情偵察についてー近代日中交渉史上の一齣としてー」（「軍事史学」創刊号所収）昭和40年5月
- 「日露戦争における満州占領地に対する日本の軍政についてー近代日中交渉史上の一齣としてー」（「山形大学紀要・人文科学」第6巻第2号所収）昭和42年1月
- 「関於日本漂流民漂至中国之研究」（「中日文化論集」（中華大典編印会、中国文化学院日本研究所（在台北）合編）（中華大典編印会刊、中華民国56）昭和42年1月
- 「中華民国第二革命時に起こった兗州、漢口、南京のに中日紛争三事件について」ー近代日中交渉史上の一齣としてー」（「山形大学紀要・人文科学」第6巻第3号所収）昭和43年1月
- 「日清戦争と中国」（「軍事史学」第4巻4号所収）昭和44年2月
- 「中島裁之北京東文学社について」ー近代日中交渉史上の一齣としてー」（「山形大学紀要・人文科学」第7巻第3号所収）昭和47年1月
- 「文久2年に於ける幕府貿易船千歳丸の上海派遣について」ー近代日中交渉史上の一齣としてー」（「山形大学紀要・人文科学」第7巻第2号所収）昭和45年12月
- 「岩井七五郎筆、日露戦争従軍日記（校訂）」（「山形市史料集」第37号所収) 昭和49年11月
- 「日本人が中国を支那と呼んだことについての考察ー近代日中交渉史上の一齣としてー」（「山形大学紀要・人文科学」第8巻第2号所収）昭和50年2月
- 「明治九年における一中国人旅行者の日本観察」（「芸林」40巻3号所収）平成3年8月
- 「日本を訪れた中国人の日本観察-大正七年、教育視察団員の「考察教育日記」」（「芸林」第48巻4号所収）平成11年11月
- 「明治期の日本を訪れた中国人の日本観察(1)～(6)」（「芸林」45巻3号～52巻2号所収）平成8年8月～平成15年10月